# Baie de Paljassaare
La baie de Paljassaare (estonien : Paljassaare laht), est une baie située au sud du golfe de Finlande à Tallinn en Estonie.

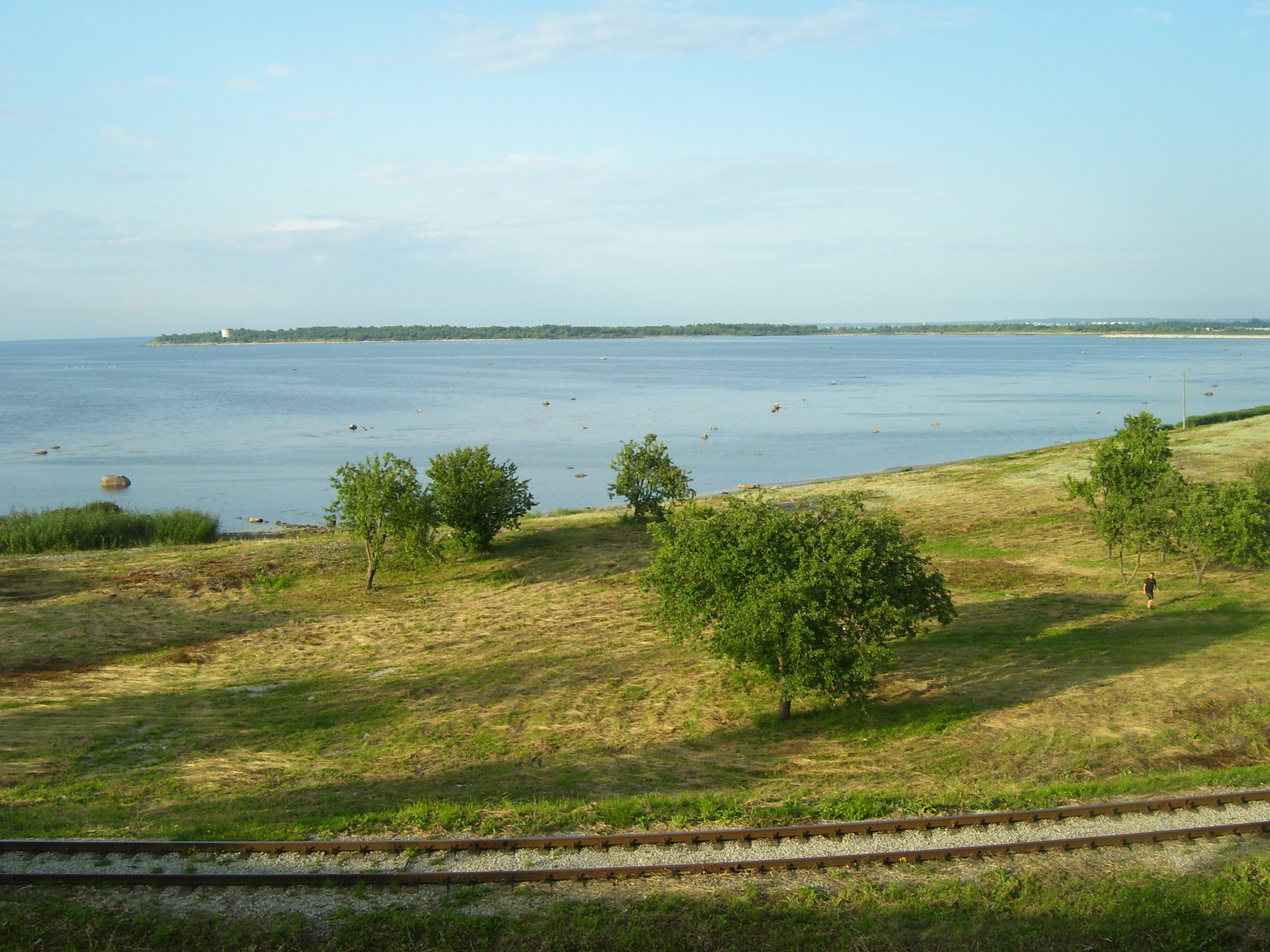
La baie vue de la péninsule de Kopli en direction de la péninsule de Paljassaare.

## Géographie
La baie est située entre la péninsule de Kopli et la péninsule de Paljassaare.